# Manihi (Polynésie française)
Manihi est une commune de la Polynésie française dans l'archipel des Tuamotu. Le chef-lieu de cette dernière est Manihi.

## Géographie
La commune est composée de deux atolls Manihi et Ahe distants de 15 kilomètres. La population municipale est de 1 141 habitants en 2017.

## Administration
La mairie de la commune se trouve sur l'atoll de Manihi au village de Paeua.
| Période                                  | Période      | Identité         | Étiquette         | Qualité |
| ---------------------------------------- | ------------ | ---------------- | ----------------- | ------- |
| Les données manquantes sont à compléter. |              |                  |                   |         |
| avril 2008                               | 2014         | Maiarii Tehihira | Tapura huiraatira |         |
| 2014                                     | juillet 2020 | Mireille Haoataï | Tapura huiraatira |         |
| juillet 2020                             | en cours     | John Drollet     | Tavini huiraatira |         |

## Démographie
L'évolution du nombre d'habitants est connue à travers les recensements de la population effectués dans la commune depuis 1971. À partir de 2006, les populations légales des communes sont publiées annuellement par l'Insee, mais la loi relative à la démocratie de proximité du 27 février 2002 a, dans ses articles consacrés au recensement de la population, instauré des recensements de la population tous les cinq ans en Nouvelle-Calédonie, en Polynésie française, à Mayotte et dans les îles Wallis-et-Futuna, ce qui n’était pas le cas auparavant. Pour la commune, le premier recensement exhaustif entrant dans le cadre du nouveau dispositif a été réalisé en 2002, les précédents recensements ont eu lieu en 1996, 1988, 1983, 1977 et 1971.
En 2017, la commune comptait 1 141 habitants, en diminution de 7,98 % par rapport à 2012
| 1971 | 1977 | 1983 | 1988 | 1996  | 2002  | 2007  | 2012  | 2017  |
| ---- | ---- | ---- | ---- | ----- | ----- | ----- | ----- | ----- |
| 284  | 301  | 455  | 591  | 1 146 | 1 239 | 1 379 | 1 240 | 1 141 |

| 2022  | - | - | - | - | - | - | - | - |
| ----- | - | - | - | - | - | - | - | - |
| 1 138 | - | - | - | - | - | - | - | - |

Cependant en raison de l'internat du collège présent sur l'île qui regroupe les élèves des atolls voisins, la population résidente augmente en période scolaire.

## Lieux et monuments
- Église Saint-Joseph d'Ahe.
- Ancienne église de Manihi.
- Église Saint-Joachim de Manihi.